# Augustin Pyramus de Candolle
Augustin Pyramus de Candolle  (Genève, 4 februari 1778 – aldaar, 9 september 1841) was een Zwitsers botanicus. Hij hanteerde in de vele werken die hij publiceerde verschillende spellingwijzen voor zijn naam. De spellingwijze die door de International Plant Names Index wordt gehanteerd is 'Augustin Pyramus de Candolle'.
Hij stamde uit een van de oude families uit de Provence, maar werd geboren in Genève omdat zijn voorouders in het midden van de 16e eeuw hun thuisland hadden verlaten onder druk van religieuze vervolging.
Hij had een zwakke gezondheid maar toonde grote aanleg voor studeren, en hij onderscheidde zich op school door zijn snel verworven kundigheid in klassieke en moderne literatuur en speciaal door zijn vermogen om hoogstaande verzen te schrijven. Hij begon zijn wetenschappelijke studie aan de Universiteit van Genève waar het onderwijs van J.P.E. Vaucher hem voor het eerst inspireerde om de plantkunde tot zijn voornaamste bezigheid te maken. In 1796 verhuisde hij naar Parijs. Zijn eerste publicaties Plantarum historia succulentarum (4 delen, 1799) en Astragalogia (1802) brachten hem onder de aandacht van Georges Cuvier, voor wie hij in 1802 de plaatsvervanger werd aan het Collège de France en van Jean-Baptiste de Lamarck, die hem nadien de publicatie van het derde deel van de Flore française (1803–1815) toevertrouwde. De "Principes élémentaires de botanique", die werd uitgegeven als de toelichting op zijn werk, bevatte de eerste weergave van classificatieprincipes waarbij hij, in tegenstelling tot de kunstmatige methodes van Carl Linnaeus, een natuurlijke methode volgde.
In 1804 haalde hij een doctorstitel aan de medische faculteit van Parijs en publiceerde hij zijn Essai sur les propriétés médicales des plantes, gevolgd door Synopsis plantarum in flora Gallica descriptarum in 1806. Op verzoek van de Franse regering bracht hij de zomers van de volgende zes jaren door met het maken van een botanische en landbouwkundige inventarisatie van het hele land. De resultaten hiervan werden in 1813 gepubliceerd. In 1807 werd hij aangesteld als hoogleraar in de botanie aan de medische faculteit van de Universiteit van Montpellier om in 1810 te verhuizen naar de nieuw opgerichte leerstoel van de botanie aan de faculteit van de wetenschappen aan dezelfde universiteit.
Vanuit Montpellier, waar hij in 1813 zijn Théorie élémentaire de la botanique (Elementaire theorie van de botanie) publiceerde, verhuisde hij in 1816 naar Genève. In het daaropvolgende jaar werd hij door de (weer onafhankelijke) Zwitserse regering uitgenodigd om de nieuw opgerichte leerstoel van de natuurlijke historie in te nemen.
De rest van zijn leven bracht hij door met pogingen om zijn natuurlijke systeem van botanische classificatie uit te breiden en te vervolmaken. De resultaten van zijn arbeid werden voor het eerst gepubliceerd in zijn Regni vegetabilis systema naturale, waarvan slechts twee delen werden voltooid (1821) toen hij erachter kwam dat het voor hem onmogelijk zou zijn om dit op de door hem gewenste uitgebreide schaal te voltooien. Vervolgens begon hij in 1824 met een minder uitgebreid werk van een vergelijkbare soort, de Prodromus systematis naturalis regni vegetabilis, maar ook hiervan wist hij maar zeven delen (twee derde van het totaal) te voltooien. De laatste jaren van zijn leven had hij een broze gezondheid; hij stierf in Genève in 1841.
Zijn zoon Alphonse Pyramus de Candolle (1806–1893), nam uiteindelijk zijn vaders leerstoel over en zette de Prodromus voort.